# غروفر جيلمور
غروفر جيلمور (بالإنجليزية: Grover Gilmore)‏ هو لاعب كرة قاعدة أمريكي، ولد في 1 نوفمبر 1888 في شيكاغو في الولايات المتحدة، وتوفي في 25 نوفمبر 1919 في سيوكس سيتي في الولايات المتحدة.

## روابط خارجية
- غروفر جيلمور على موقعبيزبول رفرنس.كوم (الدوري الرئيسي) (الإنجليزية)
- غروفر جيلمور على موقعبيزبول رفرنس.كوم (الدوري الثانوي) (الإنجليزية)